# Album al numero uno nella Billboard 200 nel 2018

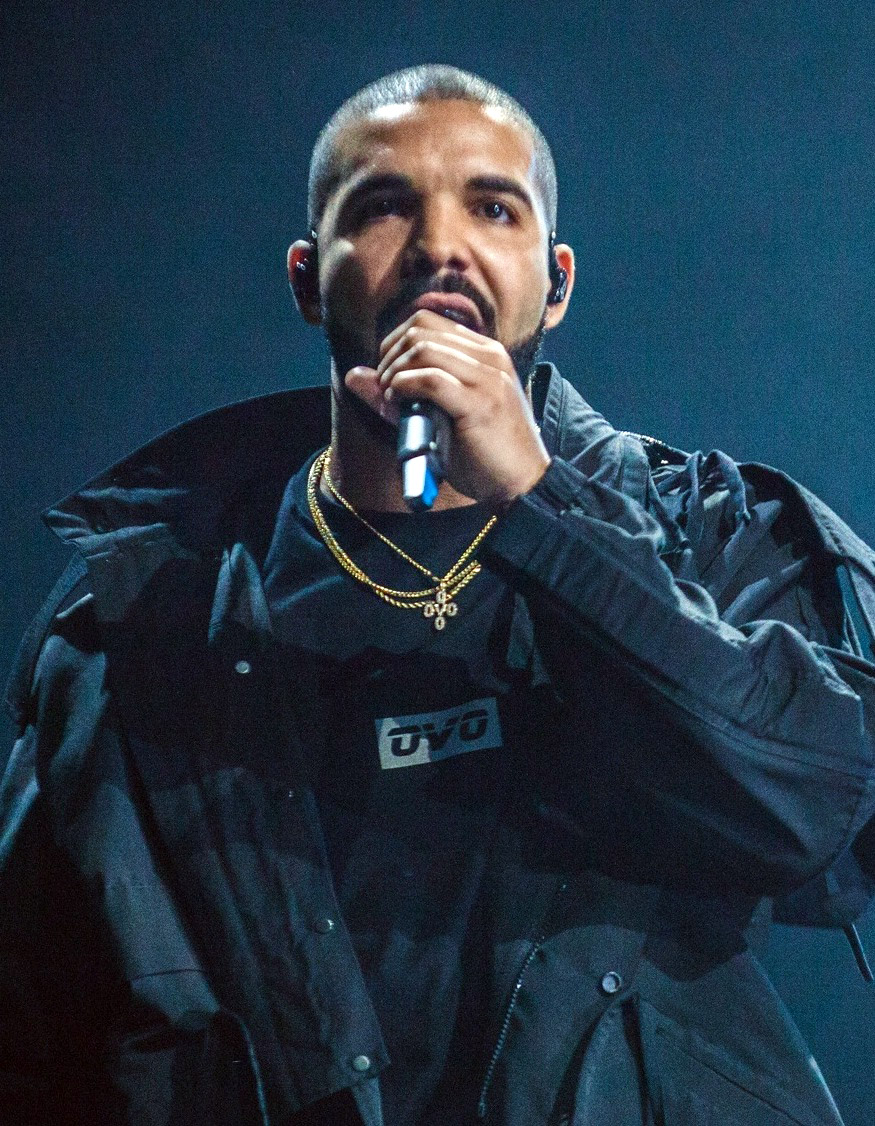
Scorpion, del rapper canadese Drake, è stato l'album più ascoltato del 2018, rimanendo in vetta alla Billboard 200 per 5 settimane consecutive.

Di seguito è proposta la lista degli album al numero uno nella Billboard 200 nel 2018. La Billboard 200 è una classifica musicale che considera gli album e gli EP più di successo negli Stati Uniti. I dati vengono raccolti dalla compagnia Nielsen SoundScan e, in seguito, la classifica finale viene pubblicata settimanalmente dalla rivista Billboard. La classifica si basa sulle unità equivalenti ad album, che includono le vendite fisiche, le vendite digitali e lo streaming sulle piattaforme online delle singole tracce di un album.

A Star Is Born ha permesso a Lady Gaga di diventare la prima donna con cinque album ad aver raggiunto il numero uno negli anni 2010.

Durante il 2018, 41 album hanno raggiunto la vetta della Billboard 200. 

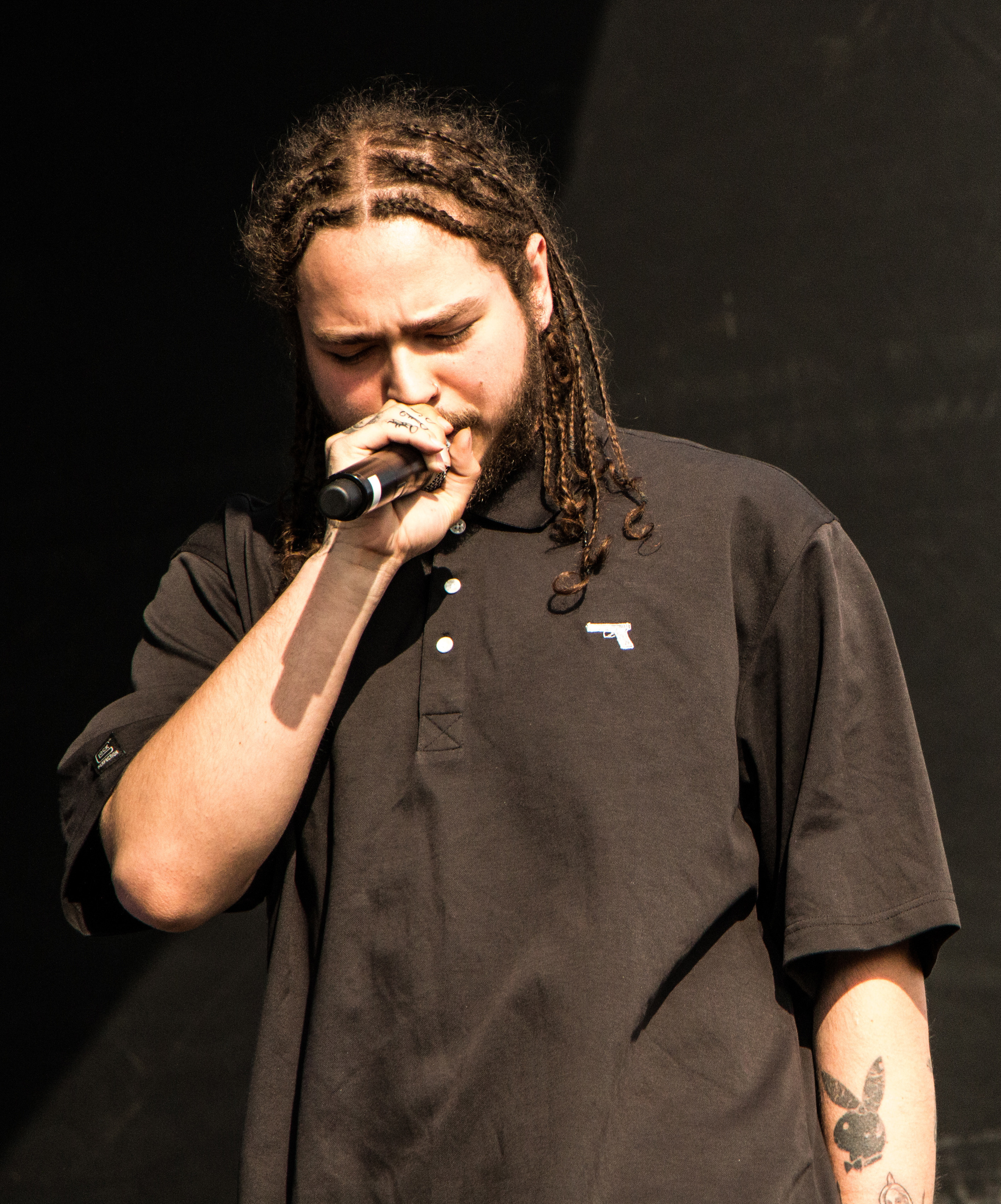
Post Malone ha raggiunto la vetta della Billboard 200 con Beerbongs & Bentleys, che è rimasto al numero uno per tre settimane consecutive.

Scorpion, del rapper canadese Drake, ha debuttato in vetta alla classifica con 732.000 copie vendute nella settimana di apertura, rappresentando l'album con il più alto numero di unità vendute nella prima settimana in classifica. L'album, inoltre, è rimasto in vetta alla classifica per 5 settimane consecutive, diventando anche quello con la più longeva permanenza al numero uno del 2018. Immediatamente dietro, Travis Scott, con il suo terzo album in studio Astroworld, ha ottenuto 537.000 unità vendute nella settimana di apertura.
La colonna sonora del film The Greatest Showman, con 1.491 milioni di copie vendute nell'anno solare, è stata l'album più venduto del 2018.
Reputation, il sesto album in studio della cantante Taylor Swift, è stato l'album con le migliori prestazioni del 2018 e ha, quindi, raggiunto la vetta della classifica di fine anno Billboard Year-End.

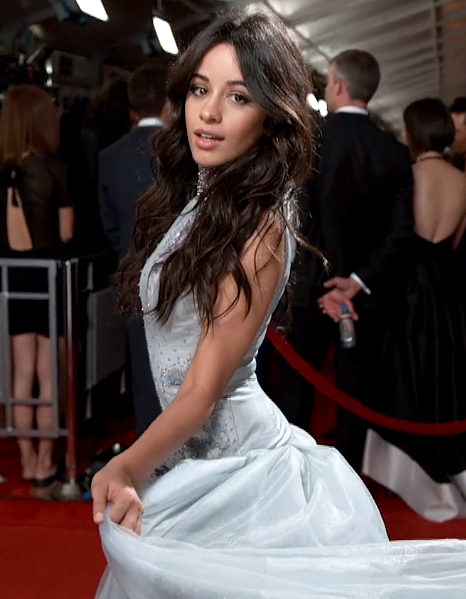
Camila, l'album di debutto di Camila Cabello, ha raggiunto la vetta la stessa settimana che il suo singolo Havana raggiunse la prima posizione della Billboard Hot 100.

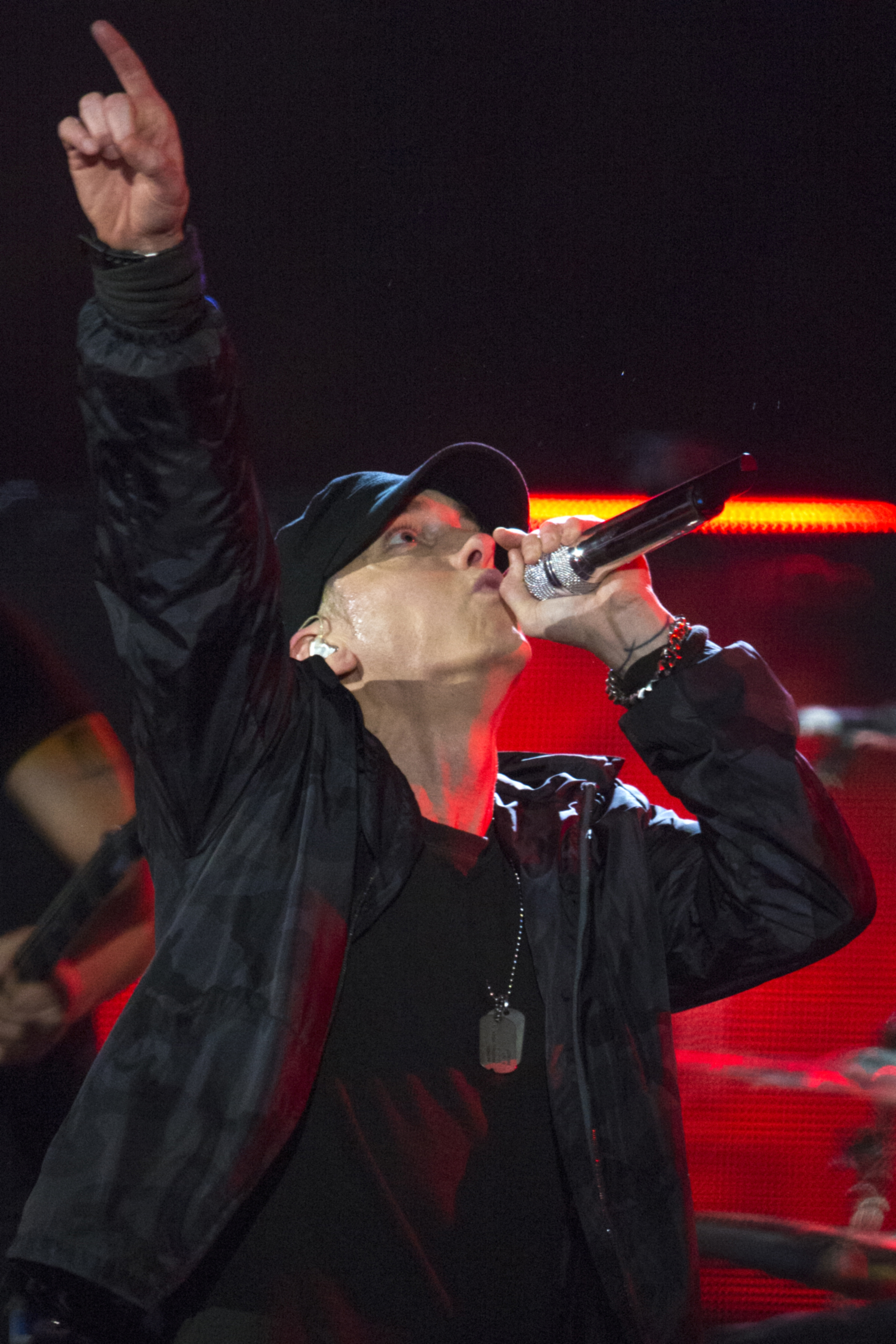
Eminem ha ottenuto due album numero uno nel 2018.

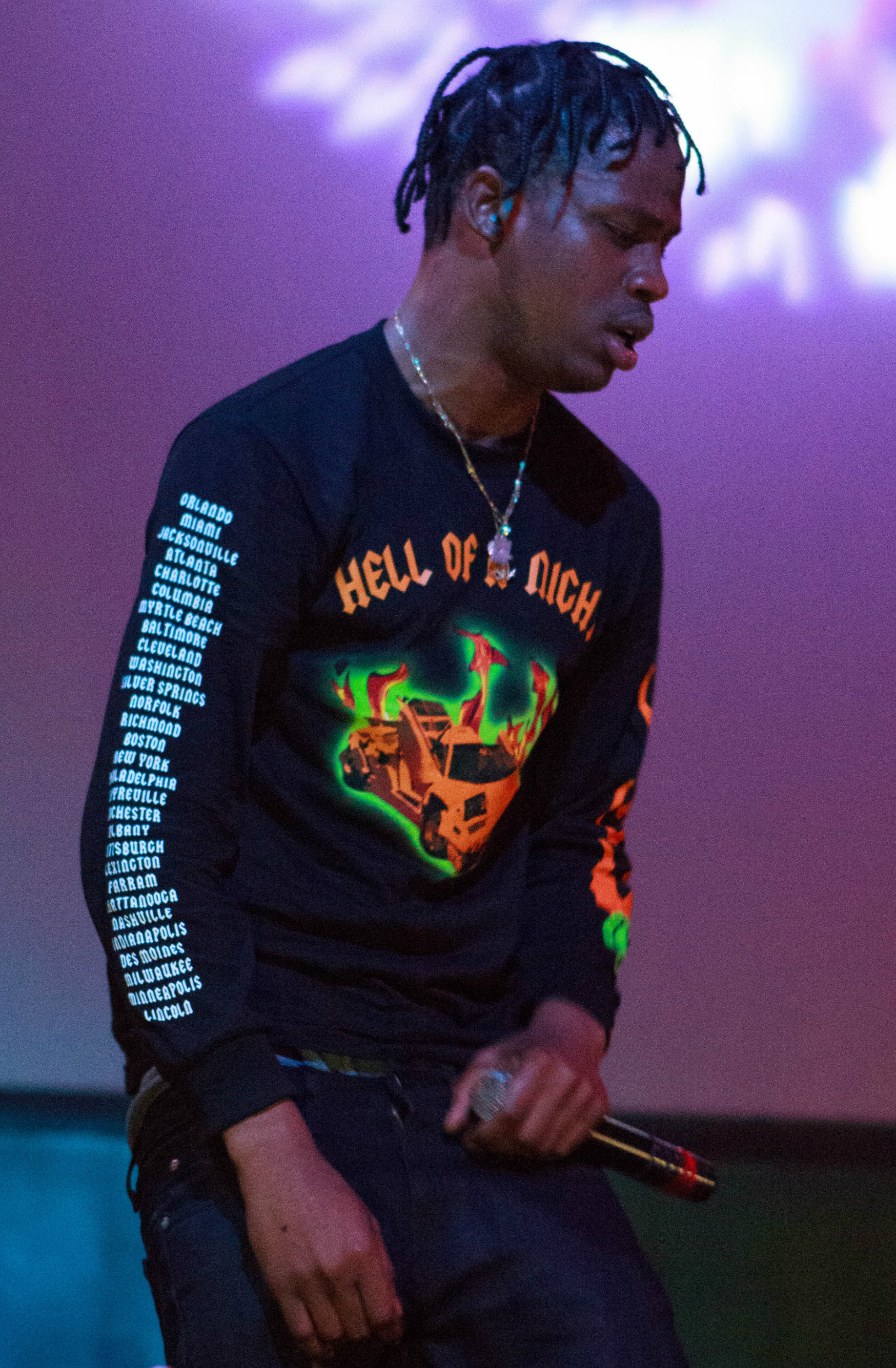
Astroworld, del rapper Travis Scott, è rimasto tre settimane non consecutive in cima alla Billboard 200.

## Billboard 200
| † | Indica l'album con le migliori prestazioni del 2018. |

| Data         | Album                           | Artista                       | Tot. sett. #1 | Unità vendute | Fonti  |
| ------------ | ------------------------------- | ----------------------------- | ------------- | ------------- | ------ |
| 3 gennaio    | Revival                         | Eminem                        | 1             | 267.000       | [ 3 ]  |
| 6 gennaio    | Reputation †                    | Taylor Swift                  | 4             | 107.000       | [ 4 ]  |
| 13 gennaio   | The Greatest Showman Soundtrack | Artisti vari                  | 2             | 106.000       | [ 5 ]  |
| 20 gennaio   | The Greatest Showman Soundtrack | Artisti vari                  | 2             | 104.000       | [ 6 ]  |
| 27 gennaio   | Camila                          | Camila Cabello                | 1             | 119.000       | [ 7 ]  |
| 3 febbraio   | Mania                           | Fall Out Boy                  | 1             | 130.000       | [ 8 ]  |
| 10 febbraio  | Culture II                      | Migos                         | 1             | 199.000       | [ 9 ]  |
| 17 febbraio  | Man of the Woods                | Justin Timberlake             | 1             | 293.000       | [ 10 ] |
| 24 febbraio  | Black Panther: The Album        | Kendrick Lamar e artisti vari | 3             | 154.000       | [ 11 ] |
| 3 marzo      | Black Panther: The Album        | Kendrick Lamar e artisti vari | 3             | 131.000       | [ 12 ] |
| 10 marzo     | This House Is Not for Sale      | Bon Jovi                      | 1             | 120.000       | [ 13 ] |
| 17 marzo     | Black Panther: The Album        | Kendrick Lamar e artisti vari | 3             | 76.000        | [ 14 ] |
| 24 marzo     | Bobby Tarantino II              | Logic                         | 1             | 119.000       | [ 15 ] |
| 31 marzo     | ?                               | XXXTentacion                  | 1             | 131.000       | [ 16 ] |
| 7 aprile     | Boarding House Reach            | Jack White                    | 1             | 124.000       | [ 17 ] |
| 14 aprile    | My Dear Melancholy,             | The Weeknd                    | 1             | 169.000       | [ 18 ] |
| 21 aprile    | Invasion of Privacy             | Cardi B                       | 1             | 255.000       | [ 19 ] |
| 28 aprile    | Rearview Town                   | Jason Aldean                  | 1             | 183.000       | [ 20 ] |
| 5 maggio     | KOD                             | J. Cole                       | 1             | 397.000       | [ 21 ] |
| 12 maggio    | Beerbongs & Bentleys            | Post Malone                   | 3             | 461.000       | [ 22 ] |
| 19 maggio    | Beerbongs & Bentleys            | Post Malone                   | 3             | 193.000       | [ 23 ] |
| 26 maggio    | Beerbongs & Bentleys            | Post Malone                   | 3             | 147.000       | [ 24 ] |
| 2 giugno     | Love Yourself: Tear             | BTS                           | 1             | 135.000       | [ 25 ] |
| 9 giugno     | Shawn Mendes                    | Shawn Mendes                  | 1             | 182.000       | [ 26 ] |
| 16 giugno    | Ye                              | Kanye West                    | 1             | 208.000       | [ 27 ] |
| 23 giugno    | Come Tomorrow                   | Dave Matthews Band            | 1             | 292.000       | [ 28 ] |
| 30 giugno    | Youngblood                      | 5 Seconds of Summer           | 1             | 142.000       | [ 29 ] |
| 7 luglio     | Pray for the Wicked             | Panic! at the Disco           | 1             | 180.000       | [ 30 ] |
| 14 luglio    | Scorpion                        | Drake                         | 5             | 732.000       | [ 31 ] |
| 21 luglio    | Scorpion                        | Drake                         | 5             | 335.000       | [ 32 ] |
| 28 luglio    | Scorpion                        | Drake                         | 5             | 260.000       | [ 33 ] |
| 4 agosto     | Scorpion                        | Drake                         | 5             | 184.000       | [ 34 ] |
| 11 agosto    | Scorpion                        | Drake                         | 5             | 145.000       | [ 35 ] |
| 18 agosto    | Astroworld                      | Travis Scott                  | 3             | 537.000       | [ 36 ] |
| 25 agosto    | Astroworld                      | Travis Scott                  | 3             | 205.000       | [ 37 ] |
| 1º settembre | Sweetener                       | Ariana Grande                 | 1             | 231.000       | [ 38 ] |
| 8 settembre  | Love Yourself: Answer           | BTS                           | 1             | 185.000       | [ 39 ] |
| 15 settembre | Kamikaze                        | Eminem                        | 1             | 434.000       | [ 40 ] |
| 22 settembre | Egypt Station                   | Paul McCartney                | 1             | 153.000       | [ 41 ] |
| 29 settembre | Cry Pretty                      | Carrie Underwood              | 1             | 266.000       | [ 42 ] |
| 6 ottobre    | Iridescence                     | Brockhampton                  | 1             | 101.000       | [ 43 ] |
| 13 ottobre   | Tha Carter V                    | Lil Wayne                     | 1             | 480.000       | [ 44 ] |
| 20 ottobre   | A Star Is Born                  | Lady Gaga e Bradley Cooper    | 4             | 231.000       | [ 45 ] |
| 27 ottobre   | A Star Is Born                  | Lady Gaga e Bradley Cooper    | 4             | 143.000       | [ 46 ] |
| 3 novembre   | A Star Is Born                  | Lady Gaga e Bradley Cooper    | 4             | 109.000       | [ 47 ] |
| 10 novembre  | Sì                              | Andrea Bocelli                | 1             | 126.000       | [ 48 ] |
| 17 novembre  | Not All Heroes Wear Capes       | Metro Boomin                  | 1             | 99.000        | [ 49 ] |
| 24 novembre  | Experiment                      | Kane Brown                    | 1             | 124.000       | [ 50 ] |
| 1º dicembre  | Delta                           | Mumford & Sons                | 1             | 230.000       | [ 51 ] |
| 8 dicembre   | Astroworld                      | Travis Scott                  | 3             | 71.000        | [ 52 ] |
| 15 dicembre  | Championships                   | Meek Mill                     | 1             | 229.000       | [ 53 ] |
| 22 dicembre  | Skins                           | XXXTentacion                  | 1             | 132.000       | [ 54 ] |
| 29 dicembre  | Dying to Live                   | Kodak Black                   | 1             | 89.000        | [ 55 ] |

Note:
1. ↑  Ha raggiunto il numero uno anche nel 2017
2. ↑  Ha raggiunto il numero uno anche nel 2019